# Bulbul d'Alfred
Phyllastrephus alfredi
Espèce
Le Bulbul d'Alfred (Phyllastrephus alfredi) est une espèce de passereaux de la famille des Pycnonotidae.

## Répartition
Il se trouve en Afrique du Sud, Angola, Botswana, République démocratique du Congo, Kenya, Malawi, Mozambique, Namibie, Somalie, Swaziland, Tanzanie, Zambie et Zimbabwe.

## Habitat
Son habitat naturel est les forêts humides subtropicales ou tropicales en plaine ou en montagne.

## Systématique
Il est considéré par certains ornithologistes comme une sous-espèce du Bulbul à stries jaunes, Phyllastrephus flavostriatus.